# سوونارات
سوونارات (انگلیسی: Souvannarath؛ زاده ۸ ژوئیهٔ ۱۸۹۳ – درگذشته ۲۳ ژوئن ۱۹۶۰) سیاستمدار اهل لائوس بود. وی از ۱۵ مارس ۱۹۴۷ تا ۲۵ مارس ۱۹۴۸ نخست‌وزیر این کشور بود.
سوونارات در ۲۳ ژوئن ۱۹۶۰، در سن ۶۶ سالگی درگذشت.